# Віреон чорноголовий
Віреон чорноголовий (Vireo atricapilla) — вид горобцеподібних птахів родини віреонових (Vireonidae).

## Поширення
Цей вид гніздиться на півдні центральної частини США від Канзасу та західної Оклахоми на південь до Техасу та на півночі Мексики (Коауїла, можливо також південний Нуево-Леон та південний Тамауліпас); мігрує до тихоокеанського узбережжя Мексики (в основному на південь штату Сіналоа, захід Дуранго і на південь до Коліми). Мешкає у густих сухих чагарниках.

## Опис
Дрібний птах завдовжки близько 12 см. Самці оливково-зелені зверху і білі знизу зі жовтуватими боками. Корона і верхня половина голови чорні з частковим білим кільцем навколо очей і лицьовою маскою. Райдужка коричнево-червона, а дзьоб чорний. Самиці тьмяніші, ніж самці, мають шиферно-сіру корону та нижню частину, вкриту зеленувато-жовтим кольором.